# Vanilla dubia
Vanilla dubia é uma espécie de orquídea de hábito escandente e crescimento reptante que existe em Minas Gerais, no Brasil. São plantas clorofiladas de raízes aéreas; sementes crustosas, sem asas; e inflorescências de flores de cores pálidas que nascem em sucessão, de racemos laterais.
Esta espécie pode ser reconhecida entre as Vanilla por apresentar labelo trilobado franjado, medindo 5,5 centímetros de comprimento com lobo terminal ovalado obtuso internamente ornado de barbelas lombricoides; folhas carnosas, em forma de gume de punhal, medindo cerca de vinte centímetros de comprimento por 2 a 2,5 de largura, presa à planta por curto pseudo-pecíolo.